# シネマ・ジャック&ベティ
シネマ・ジャック&ベティ（Cinema Jack and Betty）は、神奈川県横浜市中区に所在する映画館。名称の通り、シネマ・ジャックとシネマ・ベティの2つのスクリーンからなる。かつてジャックは二本立ての名画座として、ベティは単館系ロードショー館形式で運用されていた。

## データ
- 所在地：神奈川県横浜市中区若葉町3丁目51-3　ビクセル伊勢佐木町1階
  - 京急本線黄金町駅西口徒歩5分
  - 横浜市営地下鉄ブルーライン阪東橋駅徒歩7分
- 座席数
  - ジャック：114席（110席+バリアフリー4席）
  - ベティ：138席

## 沿革
1952年12月25日「横浜名画座」として開館 。第二次世界大戦後、アメリカ軍の飛行場として使用されていた場所に建設された。かつて隣接して営業していた横浜日劇とともに「洋画は日劇、邦画は名画座」のフレーズで地元密着型の映画館として親しまれた。
1991年には大幅に館内をリニューアル。これまでの1館を2館形態にわけ、洋画を中心に上映するジャック館、邦画を中心に上映するベティ館として再スタートした。館名も現在の「シネマ・ジャック&ベティ」に変更された。
その後、前述の横浜日劇とともに同館を経営していた中央興業有限会社が興行不振などの理由により廃業したため、2005年2月にいったん閉館の憂き目にあう。しかし地元の映画ファンの後押しの声もあり、有限会社フレンダム（当時）によって存続。地元の街の活性化を図る「黄金町プロジェクト」が相互連携の形で運営に関わり、ふたたび興行が続けられた。これは同館の設備が比較的新しく充実していたためであり、同じ理由で2005年2月に閉館した横浜日劇が、同様にフレンダムによっていったんは存続されながらも、建物の老朽化を理由に2007年4月に取り壊されたこととは対照的である。
2007年3月に新たに設立された株式会社エデュイットジャパンへ正式に引き継がれ、2007年8月から同社による運営が開始された。その後は二本立て名画座のシネマ・ジャックと単館系ロードショー館のシネマ・ベティで運用されていたが、現在は明確な区別はなく双方ともに洋画・邦画を問わずロードショー上映を主軸とし、時折り企画上映やイベント上映も行われている。一時期、一階にDVD等上映のCafeシアター（20席）も併設されていた。
2010年には経済産業省の商店街活性化事業費補助金を受け、ベティ館にデジタルシネマプロジェクター（DCP）が導入され、2013年にはジャック館もDCP対応となった。

## 参考資料
- 映画『ゼラチンシルバーLOVE』（操上和美・監督　オニマクリスプラナ製作委員会　2008年）

1. ↑  “ハピ“プロ”インタビュー/梶原俊幸さん”. ハピ研.  アサヒグループホールディングス (2008年11月28日). 2015年1月6日閲覧。
2. ↑  “シネマ・ジャック&ベティ”.  横浜みなとみらい21. 2015年1月6日閲覧。
3. ↑  紀あさ (2017年1月12日). “25周年を迎えた「シネマ・ジャック&ベティ」で振り返る横浜と映画館の歴史とは？（前編）”. はまれぽ.com.   Poifull. 2017年2月12日閲覧。